# Ahmed Makarfi
Alhaji Ahmed Makarfi, född 1956, är en nigeriansk politiker. Han var guvernör i delstaten Kaduna sedan 29 maj 1999 till 29 maj 2007 och är för närvarande senator för Kadunas norra senatorsdistrikt. Makarfi är medlem i People's Democratic Party. Han är muslim, gift och har fyra barn.